# Krefelder Fußball-Club Uerdingen 05 1999-2000
Questa voce raccoglie le informazioni riguardanti il Krefelder Fußball-Club Uerdingen 05 nelle competizioni ufficiali della stagione 1999-2000.

## Stagione
Nella stagione 1999-2000 l'Uerdingen, allenato da Herbert Schäty e Peter Vollmann, concluse il campionato di Regionalliga ovest-sudovest all'11º posto. In Coppa di Germania l'Uerdingen fu eliminato al secondo turno dal TeBe Berlino.

## Rosa
| N. |                      | Ruolo | Calciatore            |
| -- | -------------------- | ----- | --------------------- |
| 4  | Rep. Ceca (bandiera) | D     | Miroslav Janota       |
| 6  | Bulgaria (bandiera)  | D     | Peter Kushev          |
| 7  | Italia (bandiera)    | A     | Giancarlo Fiore       |
| 9  | Rep. Ceca (bandiera) | A     | David Kříž            |
| 10 | Germania (bandiera)  | C     | Erwin Bradasch        |
| 13 | Ucraina (bandiera)   | C     | Sergej Korobka        |
| 14 | Germania (bandiera)  | D     | Markus Gaubatz        |
| 15 | Tunisia (bandiera)   | A     | Saber Ben Neticha     |
| 15 | Germania (bandiera)  | A     | Sven Schuchardt       |
| 24 | Germania (bandiera)  | C     | Sebastian Kaul        |
| 25 | Germania (bandiera)  | P     | Bernhard Hirmer       |
| 25 | Germania (bandiera)  | C     | Andreas Passerschröer |
| 26 | Germania (bandiera)  | P     | Christian Vander      |
| 31 | Germania (bandiera)  | D     | Oliver Westerbeek     |

| N. |                     | Ruolo | Calciatore                    |
| -- | ------------------- | ----- | ----------------------------- |
| 32 | Germania (bandiera) | D     | Joachim Hopp                  |
| 33 | Germania (bandiera) | D     | Thomas Ridder                 |
| 34 | Germania (bandiera) | C     | Stefan Majek                  |
| 35 | Austria (bandiera)  | C     | Markus Kernal                 |
| 40 | Polonia (bandiera)  | C     | Wojciech Choroba              |
|    | Polonia (bandiera)  | P     | Tomasz Kuszczak               |
|    | Senegal (bandiera)  | D     | Adama Niang                   |
|    | Germania (bandiera) | D     | Dominique Schaub              |
|    | Ghana (bandiera)    | C     | Stanley Aborah                |
|    | Germania (bandiera) | C     | Sascha Chamekh                |
|    | Slovenia (bandiera) | C     | Rudi Istenič                  |
|    | Germania (bandiera) | C     | Paulo Leonardo Oliveira Lopes |
|    | Nigeria (bandiera)  | A     | Kennedy Boboye                |
|    | Brasile (bandiera)  | A     | Daniel Teixeira               |

## Organigramma societario
Area tecnica
- Allenatore: Peter Vollmann
- Allenatore in seconda:
- Preparatore dei portieri:
- Preparatori atletici:
- Analisi video:

## Calciomercato

### Sessione estiva
| Acquisti | Acquisti                 | Acquisti              | Acquisti |
| R.       | Nome                     | da                    | Modalità |
| -------- | ------------------------ | --------------------- | -------- |
| D        | Joachim Hopp             | RW Oberhausen         |          |
| D        | Thomas Ridder            | Preußen Münster       |          |
| C        | Þórhallur Örn Hinriksson | KR Reykjavík          |          |
| D        | Bjarni Þorsteinsson      | KR Reykjavík          |          |
| D        | Sigurður Örn Jónsson     | KR Reykjavík          |          |
| A        | Stefán Þórðarson         | ÍA Akraness           |          |
| C        | Wojciech Choroba         | Gütersloh             |          |
| C        | Stanley Aborah           | Seongnam              |          |
| C        | Sascha Amstätter         | Eintracht Francoforte |          |
| A        | Kennedy Boboye           | Straelen              |          |
| D        | Markus Gaubatz           | FSV Francoforte       |          |
| C        | Martin Guzik             | Sciaffusa             |          |
| P        | Bernhard Hirmer          | Homburg               |          |
| C        | Rudi Istenič             | Fortuna Düsseldorf    |          |
| C        | Sergej Korobka           | Wattenscheid 09       |          |
| P        | Tomasz Kuszczak          | Śląsk Breslavia       |          |
| D        | Waldemar Tęsiorowski     | Śląsk Breslavia       |          |
| D        | Oliver Westerbeek        | Fortuna Colonia       |          |

| Cessioni | Cessioni            | Cessioni             | Cessioni |
| R.       | Nome                | a                    | Modalità |
| -------- | ------------------- | -------------------- | -------- |
| D        | Bjarni Þorsteinsson | KR Reykjavík         |          |
| C        | Almedin Civa        | Babelsberg           |          |
| P        | Daniel Eschbach     | Wuppertal            |          |
| D        | Uwe Grauer          | Ulma                 |          |
| P        | Achim Hollerieth    | Stoccarda            |          |
| C        | Michael Lorenz      | Babelsberg           |          |
| C        | Lars Müller         | Alemannia Aquisgrana |          |
| D        | Robert Nikolic      | Magonza              |          |
| D        | Jürgen Radschuweit  | Fortuna Düsseldorf   |          |
| C        | Fuad Šašivarević    | Jedinstvo Bihać      |          |
| C        | Jörg Scherbe        | Monaco 1860 II       |          |
| C        | Daniel Šmejkal      | Příbram              |          |
| A        | Mirosław Spizak     | Bayer Leverkusen     |          |
| A        | Hans van de Haar    | Ulma                 |          |
| A        | Dirk van der Ven    | Arminia Bielefeld    |          |
| C        | Markus von Ahlen    | Alemannia Aquisgrana |          |
| C        | Heinz Vossen        | Fortuna Düsseldorf   |          |

### Sessione invernale
| Acquisti | Acquisti      | Acquisti      | Acquisti |
| R.       | Nome          | da            | Modalità |
| -------- | ------------- | ------------- | -------- |
| C        | Markus Kernal | Union Berlino |          |
| C        | Stefan Majek  | Straelen      |          |

| Cessioni | Cessioni                 | Cessioni         | Cessioni |
| R.       | Nome                     | a                | Modalità |
| -------- | ------------------------ | ---------------- | -------- |
| D        | Sigurður Örn Jónsson     | KR Reykjavík     |          |
| C        | Þórhallur Örn Hinriksson | KR Reykjavík     |          |
| C        | Martin Guzik             | Chiasso          |          |
| C        | Michael Hüsing           | Eintracht Rheine |          |
| C        | Jaroslav Marx            | Bonner           |          |
| D        | Rosemir                  | Göttingen        |          |
| D        | Waldemar Tęsiorowski     | 1. FC Viersen    |          |
| C        | Sascha Amstätter         | Wehen Wiesbaden  |          |

## Risultati

### Regionalliga ovest-sudovest

#### Girone di andata
| Arbitro: | Scheppe |

|              |           |  |
| Konjevic 90’ | Marcatori |  |

| Arbitro: | Friedrichs |

|                     |           |                            |
| Teixeira 76’ (rig.) | Marcatori | 30’, 35’, 89’ (rig.) Choji |

| Arbitro: | Sahler |

|               |           |                    |
| Urbainski 59’ | Marcatori | 35’ Kříž 78’ Guzik |

| Arbitro: | Könen |

|                   |           |             |
| Teixeira 39’, 44’ | Marcatori | 67’ Tonello |

| Arbitro: | Göbel |

|             |           |          |
| Höpfner 76’ | Marcatori | 52’ Kříž |

| 29 agosto 1999 6ª giornata |  | – turno di riposo |  |  |

| Arbitro: | Müller |

|                                       |           |                        |
| Castilla 32’ Zimmermann 37’ Krohm 54’ | Marcatori | 24’ Teixeira 76’ Guzik |

| Arbitro: | Kortholt |

|                               |           |               |
| Teixeira 15’, 21’ Korobka 76’ | Marcatori | 33’ Teichmann |

| Arbitro: | Webers |

|          |           |  |
| Ewen 27’ | Marcatori |  |

| Arbitro: | Schräer |

|              |           |                        |
| Teixeira 69’ | Marcatori | 12’ Czakon 64’ Haffner |

| Arbitro: | Haupt |

|                                 |           |  |
| Mehnert 38’ Sahin 43’ Akcay 84’ | Marcatori |  |

| Arbitro: | Steil |

|                                        |           |                                  |
| Jónsson 58’ Þórðarson 68’ Teixeira 78’ | Marcatori | 28’ Majewski 84’ Freier 90’ Grad |

| Arbitro: | Perschke |

|            |           |             |
| Shittu 39’ | Marcatori | 90’ Gaubatz |

| Arbitro: | Albers |

|          |           |                             |
| Kříž 62’ | Marcatori | 21’ Kriegshäuser 47’ Laping |

| Arbitro: | Beitzel |

|                   |           |  |
| Teixeira 52’, 80’ | Marcatori |  |

| Arbitro: | Gebhardt |

|           |           |               |
| Milde 74’ | Marcatori | 44’ Þórðarson |

| Arbitro: | Sahler |

|            |           |                        |
| Kushev 90’ | Marcatori | 64’ Leśniak 83’ Kluzek |

| Arbitro: | Schneider |

|  |           |                   |
|  | Marcatori | 33’, 57’ Teixeira |

| Arbitro: | Krieger |

|                                     |           |  |
| Schuchardt 27’, 41’ Ridder 63’, 76’ | Marcatori |  |

#### Girone di ritorno
| Arbitro: | Perschke |

|  |           |                             |
|  | Marcatori | 8’ Wolf 37’ Skok 89’ Arslan |

| Arbitro: | Kortholt |

|                                 |           |                           |
| Mushinka 13’ Gerlach 56’ (rig.) | Marcatori | 16’ Teixeira 90’ Bradasch |

| Arbitro: | Milic |

|                   |           |             |
| Teixeira 29’, 68’ | Marcatori | 2’ Dikhtiar |

| Arbitro: | Gerber |

|                            |           |                |
| Ottiji 55’ van Buskirk 79’ | Marcatori | 60’, 68’ Majek |

| Arbitro: | Friedrichs |

|                    |           |                                          |
| Istenič 90’ (rig.) | Marcatori | 3’ Junior 15’, 56’ (rig.) Weis 59’ Adzic |

| 27 febbraio 2000 25ª giornata |  | – turno di riposo |  |  |

| Arbitro: | Steinborn |

|            |           |  |
| Ridder 56’ | Marcatori |  |

| Arbitro: | Henes |

|            |           |  |
| Schiel 64’ | Marcatori |  |

| Arbitro: | Pickel |

|             |           |              |
| Choroba 82’ | Marcatori | 86’ Kutowski |

| Arbitro: | Perschke |

|                        |           |              |
| Barbosa 14’ Goulet 70’ | Marcatori | 83’ Teixeira |

| Arbitro: | Steil |

|           |           |            |
| Majek 35’ | Marcatori | 53’ Pinske |

| Arbitro: | Könen |

|           |           |                                           |
| Freier 9’ | Marcatori | 52’ Teixeira 53’ Þórðarson 81’ Schuchardt |

| Arbitro: | Weber |

|                                 |           |                   |
| Þórðarson 3’ Istenič 75’ (rig.) | Marcatori | 73’ (rig.) Jörres |

| Arbitro: | Neis |

|                           |           |  |
| Dudek 9’ Kriegshäuser 73’ | Marcatori |  |

| Arbitro: | Raquet |

|          |           |                            |
| Paul 87’ | Marcatori | 39’ Teixeira 65’ Þórðarson |

| Arbitro: | Sahler |

|  |           |           |
|  | Marcatori | 82’ Milde |

| Arbitro: | Gruse |

|                            |           |                   |
| Gockel 23’ Przondziono 88’ | Marcatori | 74’, 82’ Teixeira |

| Arbitro: | Schneider |

|               |           |  |
| Þórðarson 57’ | Marcatori |  |

| Arbitro: | Göbel |

|            |           |                                            |
| Türker 59’ | Marcatori | 27’ Þórðarson 45’, 81’ Teixeira 70’ Janota |

### Coppa di Germania
| Arbitro: | Gagelmann |

|  |           |                                       |
|  | Marcatori | 18’ (rig.), 74’ Rösler 57’, 81’ Ćirić |

## Statistiche

### Statistiche di squadra
| Competizione                | Punti | In casa | In casa | In casa | In casa | In casa | In casa | In trasferta | In trasferta | In trasferta | In trasferta | In trasferta | In trasferta | Totale | Totale | Totale | Totale | Totale | Totale | DR |
| Competizione                | Punti | G       | V       | N       | P       | Gf      | Gs      | G            | V            | N            | P            | Gf           | Gs           | G      | V      | N      | P      | Gf     | Gs     | DR |
| --------------------------- | ----- | ------- | ------- | ------- | ------- | ------- | ------- | ------------ | ------------ | ------------ | ------------ | ------------ | ------------ | ------ | ------ | ------ | ------ | ------ | ------ | -- |
| Regionalliga ovest-sudovest | 48    | 18      | 8       | 3       | 7       | 27      | 26      | 18           | 5            | 6            | 7            | 25           | 26           | 36     | 13     | 9      | 14     | 52     | 52     | 0  |
| Coppa di Germania           | -     | 1       | 0       | 0       | 1       | 0       | 4       | 0            | 0            | 0            | 0            | 0            | 0            | 1      | 0      | 0      | 1      | 0      | 4      | -4 |
| Totale                      | 48    | 19      | 8       | 3       | 8       | 27      | 30      | 18           | 5            | 6            | 7            | 25           | 26           | 37     | 13     | 9      | 15     | 52     | 56     | -4 |

### Andamento in campionato
| Giornata  | 1  | 2  | 3  | 4 | 5 | 6 | 7  | 8 | 9 | 10 | 11 | 12 | 13 | 14 | 15 | 16 | 17 | 18 | 19 | 20 | 21 | 22 | 23 | 24 | 25 | 26 | 27 | 28 | 29 | 30 | 31 | 32 | 33 | 34 | 35 | 36 | 37 | 38 |
| --------- | -- | -- | -- | - | - | - | -- | - | - | -- | -- | -- | -- | -- | -- | -- | -- | -- | -- | -- | -- | -- | -- | -- | -- | -- | -- | -- | -- | -- | -- | -- | -- | -- | -- | -- | -- | -- |
| Luogo     | T  | C  | T  | C | T |   | T  | C | T | C  | T  | C  | T  | C  | C  | T  | C  | T  | C  | C  | T  | C  | T  | C  |    | C  | T  | C  | T  | C  | T  | C  | T  | T  | C  | T  | C  | T  |
| Risultato | P  | P  | V  | V | N |   | P  | V | P | P  | P  | N  | N  | P  | V  | N  | P  | V  | V  | P  | N  | V  | N  | P  |    | V  | P  | N  | P  | N  | V  | V  | P  | V  | P  | N  | V  | V  |
| Posizione | 15 | 18 | 13 | 9 | 7 | 9 | 10 | 9 | 9 | 13 | 14 | 14 | 14 | 14 | 13 | 14 | 14 | 12 | 12 | 12 | 13 | 12 | 10 | 13 | 13 | 13 | 13 | 13 | 14 | 13 | 12 | 11 | 13 | 13 | 14 | 14 | 13 | 11 |

Legenda:

Luogo: C = Casa; T = Trasferta. Risultato: V = Vittoria; N = Pareggio; P = Sconfitta.

### Statistiche dei giocatori
| Giocatore        | Regionalliga | Regionalliga | Regionalliga | Regionalliga | Coppa di Germania | Coppa di Germania | Coppa di Germania | Coppa di Germania | Totale   | Totale | Totale      | Totale     |
| Giocatore        | Presenze     | Reti         | Ammonizioni  | Espulsioni   | Presenze          | Reti              | Ammonizioni       | Espulsioni        | Presenze | Reti   | Ammonizioni | Espulsioni |
| ---------------- | ------------ | ------------ | ------------ | ------------ | ----------------- | ----------------- | ----------------- | ----------------- | -------- | ------ | ----------- | ---------- |
| S. Aborah        | 1            | 0            | 0            | 0            | 0                 | 0                 | 0                 | 0                 | 1        | 0      | 0           | 0          |
| S. Amstätter     | 9            | 0            | 2            | 0            | 1                 | 0                 | 0                 | 0                 | 10       | 0      | 2           | 0          |
| K. Boboye        | 1            | 0            | 0            | 0            | 0                 | 0                 | 0                 | 0                 | 1        | 0      | 0           | 0          |
| E. Bradasch      | 17           | 1            | 1            | 0            | 1                 | 0                 | 0                 | 0                 | 18       | 1      | 1           | 0          |
| S. Chamekh       | 2            | 0            | 0            | 0            | 0                 | 0                 | 0                 | 0                 | 2        | 0      | 0           | 0          |
| W. Choroba       | 14           | 1            | 1            | 0            | 0                 | 0                 | 0                 | 0                 | 14       | 1      | 1           | 0          |
| G. Fiore         | 34           | 0            | 2            | 0            | 1                 | 0                 | 0                 | 0                 | 35       | 0      | 2           | 0          |
| M. Gaubatz       | 27           | 1            | 5            | 0            | 1                 | 0                 | 1                 | 0                 | 28       | 1      | 6           | 0          |
| M. Guzik         | 15           | 2            | 2            | 0            | 1                 | 0                 | 0                 | 0                 | 16       | 2      | 2           | 0          |
| Þ. Hinriksson    | 2            | 0            | 0            | 0            | 0                 | 0                 | 0                 | 0                 | 2        | 0      | 0           | 0          |
| B. Hirmer        | 8            | 0            | 0            | 0            | 0                 | 0                 | 0                 | 0                 | 8        | 0      | 0           | 0          |
| J. Hopp          | 21           | 0            | 5            | 0            | 0                 | 0                 | 0                 | 0                 | 21       | 0      | 5           | 0          |
| M. Hüsing        | 2            | 0            | 0            | 0            | 0                 | 0                 | 0                 | 0                 | 2        | 0      | 0           | 0          |
| R. Istenič       | 27           | 2            | 3            | 1            | 0                 | 0                 | 0                 | 0                 | 27       | 2      | 3           | 1          |
| M. Janota        | 31           | 1            | 8            | 1            | 0                 | 0                 | 0                 | 0                 | 31       | 1      | 8           | 1          |
| S. Jónsson       | 6            | 1            | 0            | 0            | 0                 | 0                 | 0                 | 0                 | 6        | 1      | 0           | 0          |
| S. Kaul          | 17           | 0            | 1            | 0            | 1                 | 0                 | 0                 | 0                 | 18       | 0      | 1           | 0          |
| M. Kernal        | 0            | 0            | 0            | 0            | 0                 | 0                 | 0                 | 0                 | 0        | 0      | 0           | 0          |
| S. Korobka       | 11           | 1            | 2            | 0            | 1                 | 0                 | 0                 | 0                 | 12       | 1      | 2           | 0          |
| P. Kushev        | 26           | 1            | 2            | 2            | 1                 | 0                 | 0                 | 0                 | 27       | 1      | 2           | 2          |
| T. Kuszczak      | 0            | 0            | 0            | 0            | 0                 | 0                 | 0                 | 0                 | 0        | 0      | 0           | 0          |
| D. Kříž          | 9            | 3            | 1            | 0            | 1                 | 0                 | 0                 | 0                 | 10       | 3      | 1           | 0          |
| P. Lopes         | 2            | 0            | 0            | 0            | 0                 | 0                 | 0                 | 0                 | 2        | 0      | 0           | 0          |
| S. Majek         | 17           | 3            | 4            | 0            | 0                 | 0                 | 0                 | 0                 | 17       | 3      | 4           | 0          |
| J. Marx          | 2            | 0            | 0            | 0            | 1                 | 0                 | 0                 | 0                 | 3        | 0      | 0           | 0          |
| S. Neticha       | 1            | 0            | 0            | 0            | 1                 | 0                 | 0                 | 0                 | 2        | 0      | 0           | 0          |
| A. Niang         | 13           | 0            | 6            | 1            | 0                 | 0                 | 0                 | 0                 | 13       | 0      | 6           | 1          |
| A. Passerschröer | 19           | 0            | 4            | 0            | 0                 | 0                 | 0                 | 0                 | 19       | 0      | 4           | 0          |
| T. Ridder        | 20           | 3            | 2            | 0            | 0                 | 0                 | 0                 | 0                 | 20       | 3      | 2           | 0          |
| R. Rosemir       | 8            | 0            | 1            | 1            | 1                 | 0                 | 0                 | 0                 | 9        | 0      | 1           | 1          |
| S. Schuchardt    | 17           | 3            | 1            | 1            | 0                 | 0                 | 0                 | 0                 | 17       | 3      | 1           | 1          |
| D. Teixeira      | 33           | 22           | 9            | 0            | 0                 | 0                 | 0                 | 0                 | 33       | 22     | 9           | 0          |
| W. Tęsiorowski   | 10           | 0            | 0            | 0            | 1                 | 0                 | 1                 | 0                 | 11       | 0      | 1           | 0          |
| C. Vander        | 28           | 0            | 3            | 0            | 1                 | 0                 | 0                 | 0                 | 29       | 0      | 3           | 0          |
| O. Westerbeek    | 19           | 0            | 2            | 0            | 0                 | 0                 | 0                 | 0                 | 19       | 0      | 2           | 0          |
| B. Þorsteinsson  | 2            | 0            | 0            | 0            | 0                 | 0                 | 0                 | 0                 | 2        | 0      | 0           | 0          |
| S. Þórðarson     | 25           | 7            | 6            | 0            | 0                 | 0                 | 0                 | 0                 | 25       | 7      | 6           | 0          |